# 吉田道
吉田 道（よしだ とおる、1975年（昭和50年）1月15日 - ）は、静岡県磐田郡豊田町（現：磐田市）出身の元プロ野球選手（投手）、高校野球指導者、教員。

## 来歴・人物

### プロ入り前
東海大相模高校では、1992年の第64回選抜高等学校野球大会にエースピッチャーとして出場。1回戦、2回戦と勝利、さらに準々決勝は松井稼頭央、今岡誠がいたPL学園と対戦し、2-0で勝利。準決勝でも勝利し、決勝は三澤興一の帝京高校と対戦。試合は三澤と吉田の投げ合いとなったが、2-3で帝京に敗戦し、準優勝投手となった。
同年夏は神奈川県大会の準々決勝で横浜商業に敗れて春夏連続出場とはならなかった。
1992年のドラフト会議で、近鉄バファローズに2位指名され入団。

### 近鉄時代
プロでは故障に悩まされ1軍で登板することなく1996年に引退。

### 引退後
地元の静岡県浜松市に戻り、競輪選手を目指したが、競輪学校の入試に受からなかったため断念。
その後は母親とともに店名の居酒屋「甲子園」の経営、父親の経営する「ラーメン竜」を手伝うなど、飲食業に従事した。
なお「ラーメン竜」の名物となっていた柔らかい超厚切チャーシュー、「浜松焼豚（ハママツチャーシュー）」は、このとき考案したものである。
一方で仕事の傍ら、野球塾「西島ベースボールクラブ」で中学生らに野球指導を続け、この時高校の野球指導者となることを志望する。しかし当時は「学生野球資格」の回復に高等学校の教諭として2年以上の勤務歴が要件とされていた。そのため、2000年から日本大学通信教育部に入学。5年かけて高校社会科と情報科の教員免許を取得した。
2009年より、静岡県浜松市天竜区の静岡県立天竜特別支援学校の常勤講師として勤務。
2011年に学生野球資格の回復に関する規則が改正され、高校の野球指導者となる資格を得たため、2012年4月に浜松学院高校の社会科教員として勤務。同年7月より同校野球部監督に就任。

## 詳細情報

### 年度別投手成績
- 一軍公式戦出場なし

### 背番号
- 22 （1993年 - 1995年）
- 59 （1996年）